# جامعة روكيز
جامعة روكيز (بالإنجليزية: University of the Rockies)‏ وتُختصر إلى UoR هي جامعة خاصة هادفة للربح في دنفر، كولورادو. عملت من 1998 إلى 2018 وقدمت تعليمًا للخريجين والدراسات العليا في العلوم الاجتماعية والسلوكية عبر الإنترنت، وفي موقع دنفر التعليمي. تم تنظيم برامج الجامعة في مدرستين: مدرسة علم النفس المهني (SOPP) ومدرسة القيادة التنظيمية (SOL)، وتقدم شهادات الماجستير والدكتوراه بالإضافة إلى برامج شهادات الدراسات العليا. المنظمة الأم للجامعة، زوفيو (بالإنجليزية: Zovio)‏، هي شركة تعليم عالي هادفة للربح مقرها في سان دييغو، كاليفورنيا.

## تاريخ
تأسست الجامعة في 18 يونيو 1998 باسم كلية كولورادو لعلم النفس المهني (COSPP) في دنفر، كولورادو. في عام 2007، اشترتها شركة زوفيو وغيرت اسمها إلى جامعة روكيز. في عام 2012، افتتحت الجامعة موقعًا جديدًا في وسط مدينة دنفر بولاية كولورادو. تضمنت الجامعة مساحة أكبر للتعليم في الموقع ومنحت لجنة التعليم العالي الموافقة على جامعة روكيز لتقديم برامج للحصول على درجات علمية في موقع دنفر التعليمي في عام 2013. في عام 2015، أخطرت لجنة التعليم العالي جامعة روكيز بأنها ستواصل اعتماد الجامعة، مع إعادة تأكيد الاعتماد التالية في 2024-2025. في 29 أكتوبر 2018، أغلقت الجامعة أبوابها رسميًا عندما أكملت الاندماج مع مؤسسة بريدج بوينت هولدينغ (بالإنجليزية: Bridgepoint Holdings)‏ الأخرى، جامعة آشفورد، ووضعت جميع برامجها التعليمية تحت العلامة التجارية لجامعة آشفورد.

## أكاديميون
تم تنظيم برامج الجامعة في مدرستين: مدرسة علم النفس المهني (SOPP) ومدرسة القيادة التنظيمية (SOL)، تقدم كل منهما درجة الماجستير والدكتوراه بالإضافة إلى برامج شهادات الدراسات العليا. تقدم الجامعة درجة الماجستير في الآداب في الخدمات الإنسانية، والتطوير التنظيمي والقيادة، وعلم النفس، والتعليم، والإرشاد. على مستوى الدكتوراه، فالجامعة تمنح درجة الدكتوراه في علم النفس مع التخصص السريري، بالإضافة إلى الدكتوراه في التعليم والخدمة الإنسانية والتطوير التنظيمي والقيادة. كما تقدم أربعة برامج لشهادة الدراسات العليا في علم نفس الأعمال، ودراسات علم الجريمة والعدالة، وعلم النفس العام، والقيادة التنظيمية.
في كل برنامج من برامج الدرجات العلمية، اختار الطلاب أيًا من التخصصات العديدة.
الطلاب الذين يسعون للحصول على الترخيص كعلماء نفس إكلينيكيين مسجلين في الدكتوراه في علم النفس، التخصص السريري، والذي كان متاحًا فقط في الحرم الجامعي. تم تصميم هذه الدرجة من خلال التركيزات في علم النفس العصبي السريري، وعلم النفس الشرعي / الإصلاحي، وعلم نفس الصحة، وعلاج الزواج والأسرة، أو الأداء العصبي الرياضي.